# Yanesha
Le yanesha est une langue arawakienne parlée au Pérou.
Le yanesha a été influencé par le quechua.

## Écriture
| Majuscules | A | B | B̃ | C | C̃ | Ch | C̈h | E | Ë  | G | Hu | U | J | Ll | M \| |
| Minuscules | a | b | b̃ | c | c̃ | ch | c̈h | e | ë  | g | hu | u | j | ll | m    |
| Majuscules | M̃ | N | Ñ | O | P | P̃  | Qu | R | Rr | S | Sh | T | T̃ | Ts | Y    |
| Minuscules | m̃ | n | ñ | o | p | p̃  | qu | r | rr | s | sh | t | t̃ | ts | y    |